# Wojciech Buyko
Wojciech Buyko (ur. w 1882 w Szawlach na Litwie - zm. po 1941), artysta fotografik.
Był synem lekarza. Ukończył w Rosji wyższe studia rolnicze i miernicze. Fotografią zajmował się jeszcze jako student. Podczas I wojny światowej służył w wojsku carskim, był oficerem artylerii. W 1918 osiedlił się w Warszawie.
Pracował jako geodeta w Warszawie, Przasnyszu, Wilnie (od 1924) i Brześciu Litewskim. W Wilnie zawarł znajomość z Janem Bułhakiem. Należał do Wileńskiego Towarzystwa Miłośników Fotografii, od 1929 pełnił funkcję prezesa. Był członkiem Fotoklubu Wileńskiego i Fotoklubu Polskiego. Swoje prace prezentował na wystawach krajowych i zagranicznych, m.in. w Wiedniu i Nowym Jorku. Portretował dzieci, fotografował architekturę, krajobrazy Wileńszczyzny i Polesia, studia przyrody i martwe natury. Stosował szlachetne techniki fotograficzne: gumę, pigment, przetłok bromolejowy. Posługiwał się tylko jednym aparatem fotograficznym - reporterskim na klisze szklane o formacie 10 x 15 cm, zmontowanym ok. 1900 w rosyjskiej manufakturze Johim.
W 1941 został aresztowany przez NKWD w Wilnie, a w 1942 wywieziony w głąb Rosji. Nie powrócił do domu. Nie jest znana data i miejsce jego śmierci, ani też miejsce pochówku.
W 1997 Muzeum Historii Fotografii im. Walerego Rzewuskiego w Krakowie przypomniało twórczość Buyki wystawą W kręgu Fotoklubu Wileńskiego i Fotoklubu Polskiego - Woyciech Buyko.
W lipcu 2007 jego prace pokazano na wystawie Polska fotografia w XX wieku w Pałacu Kultury i Nauki w Warszawie.